# Sandy Douglas
Alexander Shafto „Sandy” Douglas (ur. 21 maja 1921, zm. 29 kwietnia 2010) – brytyjski informatyk, któremu przypisuje się stworzenie pierwszej gry komputerowej w historii – OXO. Gra ta została stworzona w 1952 na komputer EDSAC i symulowała grę w kółko i krzyżyk przeciwko komputerowi.

## Publikacje
- (1973) Computers and society; an inaugural lecture[2]
- (1970) Computers in the Seventies[3]
- (1981) Computers and communications in the 1980's: Benefits and problems[4]
- (1979) Some Memories of EDSAC I: 1950-1952[5]